# Уломское (озеро)
Уломское — озеро в Вологодской области России. Располагается на территории Уломского сельского поселения Череповецкого района, к востоку от озера Колоденское. Относится к бассейну Рыбинского водохранилища. 
Площадь зеркала — 5,46 км². Высота над уровнем моря — 113,5 м. Протяжённость озера 3,2 км, в центральной части ширина достигает 2,2 км.
Овалообразной формы, береговая линия слабо изрезана, ориентировано в направлении север — юг. Берега низкие, сильно заболоченные; сосновый лес подступает вплотную к озеру. На севере сразу две протоки дренируют озеро в реку Уломку. Ближайший населённый пункт, деревня Верховье находится в 5 км к северо-востоку.

## Данные водного реестра
По данным государственного водного реестра России относится к Верхневолжскому бассейновому округу, водохозяйственный участок — Рыбинское водохранилище до Рыбинского гидроузла и впадающие в него реки, без рек Молога, Суда и Шексна от истока до Шекснинского гидроузла, речной подбассейн — Реки бассейна Рыбинского водохранилища. Речной бассейн — (Верхняя) Волга до Куйбышевского водохранилища (без бассейна Оки).
Код объекта в государственном водном реестре — 08010200411110000003167.